# Jeisyville
Jeisyville est un village du comté de Christian dans l'Illinois, aux États-Unis,.

## Démographie
Lors du recensement de 2010, le village comptait une population de 107 habitants. Elle est estimée, en 2016, à 102 habitants.

## Source de la traduction
- (en) Cet article est partiellement ou en totalité issu de l’article de Wikipédia en anglais intitulé « Jeisyville, Illinois » (voir la liste des auteurs).